# Craig Groeschel
Craig Groeschel (* 2. Dezember 1967 in Houston, Texas, USA) ist ein US-amerikanischer, ursprünglich methodistischer Theologe, evangelikaler Pastor, Gemeindegründer der Megakirche Life.Church, Referent und Bestsellerautor der New York Times.

## Leben und Wirken
Groeschel wuchs im südlichen Oklahoma auf und besuchte in Ardmore die High School. Danach ging er an die Oklahoma City University, wo er einen Bachelor in Marketing machte. 1991 wurde er Hilfspastor in der United Methodist Church und begann so seinen geistlichen Dienst. Er studierte am Philips Theological Seminary, das den Disciples of Christ gehört, weiter und erhielt dort seinen Master of Divinity. Während dem Bombenanschlag 1995 in Oklahoma City war er Vikar an der First United Methodist Church in dieser Stadt City tätig.
Nach erfolgten Studien und Umfragen begann Groeschel 1996 mit einer Handvoll Leute die Life Covenant Church in einer Doppelgarage. Diese unkonventionelle Kirche war vorwiegend auf entkirchlichte Menschen ausgerichtet, und sie wuchs in der Folge sehr schnell. 2019 wurde sie zu einer der größten evangelikalen Megakirchen mit 33 Standorten und über 100.000 wöchentlichen Besuchern.
2001, als seine Frau das vierte Kind gebar, begann Groeschel erste Video-Predigten aufzunehmen, um seine physische Abwesenheit zu kompensieren. 2006 richtete er eine Webseite namens Mysecret.tv ein, damit Menschen dort anonym beichten konnten. Seit 2007 werden die Gottesdienste auch virtuell angeboten. Ein Team unter Leitung von Bobby Gruenewald von Life.church hat die freie Software ChurchOnlinePlatform.com entwickelt und bietet darin gratis eine Bibliothek von Predigten, Manuskripten, Videos und auch Kunstbeiträge an. Auch die Bibelapplikation YouVersion wurde dort ins Leben gerufen, die bereits 2015 über 200 und 2020 über 400 millionenfach heruntergeladen wurde.

## Familie
Groeschel ist verheiratet mit Amy seit 1991, sie haben sechs Kinder, einige Enkelkinder und wohnen in Edmond, einem Vorort von Oklahoma City, wo auch Life.Church ihren Sitz hat.

## Schriften (Auswahl)
- Chazown: A Different Way to See Your Life, 2006, ISBN 1-59052-547-7.
  - Wohin? Ein völlig anderer Blick auf dein Leben, Gerth Medien, Asslar 2010, ISBN 978-3-86591-530-6.
- Confessions of a Pastor, 2006, ISBN 1-59052-720-8.
- Going All the Way: Preparing for a Marriage That Goes the Distance, 2007, ISBN 1-59052-938-3.
- It – How Churches and Leaders Can Get It and Keep It, 2008, ISBN 0-310-28682-4.
  - Unwiderstehlich – Das Geheimnis anziehender Gemeinden, SCM R. Brockhaus, Witten 2010, ISBN 978-3-417-26349-7.
- The Christian Atheist: Believing in God but Living as if He Doesn’t Exist, Zondervan, Grand Rapids 2010, ISBN 0-310-32789-X.
  - Der fromme Atheist. Du glaubst an Gott, aber lebst so, als ob alles von dir abhängt? Gerth Medien, Asslar 2020, ISBN 978-3-95734-655-1.
- Dare To Drop The Pose, 2010, ISBN 978-1-60142-314-6.
- Weird: Because Normal Isn’t Working, 2011, ISBN 0-310-32790-3.
- Love, Sex, and Happily Ever After, Multnomah, 2011, ISBN 978-1-60142-369-6.
- Soul Detox: Clean Living in a Contaminated World, Study Ressources, Zondervan, Grand Rapids 2012, ISBN 978-0-310-33382-1.
- Altar Ego: Becoming Who God Says You Are, Zondervan, Grand Rapids 2013, ISBN 978-0-310-33383-8.
- Fight: Winning the Battles that Matter Most, Zondervan, Grand Rapids 2013, ISBN 978-0-310-33859-8.
- From this Day Forward: Five Commitments To Fail-Proof Your Marriage, 2014, ISBN 978-0-310-33748-5.
- #Struggles: Following Jesus in a Selfie-centered World, 2015, ISBN 978-0-310-34293-9.
  - Super vernetzt – oder doch ganz allein? Die Kunst, mit Smartphone klug zu leben, fontis Brunnen, Basel 2016, ISBN 978-3-03848-074-7.
- Divine Direction: 7 decisions that will change your life, Zondervan, Grand Rapids 2017, ISBN 978-0-310-34283-0.
- Hope in the Dark : Believing God is good when life is not, Zondervan, Grand Rapids 2018, ISBN 978-0-310-34295-3.
- Wenn Gott kein Licht ins Dunkel bringt – Wie wir an Gottes Güte festhalten können, auch wenn das Leben uns etwas anderes sagt, Gerth Medien, Asslar 2019, ISBN 978-3-95734-592-9.
- Dangerous Prayeres: Because Following Jesus Was Never Meant To Be Safe, Zondervan, Grand Rapids 2020, ISBN  0-310-34312-7.
  - Gefährlich beten: Wie mutiges Gebet dein Herz und die Welt verändert, Movement Verlag, Hamburg 2024, ISBN 978-3-94453-321-6.
- Winning The War In Your Mind: Change Your Thinking, Change Your Life, Zondervan, Grand Rapids 2021, ISBN 978-0-310-36272-2.
- Lead Like It Matters: 7 Leadership Principles For A Church That Lasts, Zondervan, Grand Rapids 2022, ISBN 978-0310362838.
- The Power to Change: Mastering the Habits That Matter Most, Zondervan, Grand Rapids 2023, ISBN 978-0-310-36277-7.
- The Benefit of Doubt: How Confronting Your Deepest Questions Can Lead to a Richer Faith, Zondervan, Grand Rapids 2025, ISBN 978-0-310-36987-5.